# Adventures in Utopia
Albums de Utopia
Oops! Wrong Planet
(1977) Deface the Music
(1980)
Adventures in Utopia est le cinquième album du groupe Utopia, sorti en 1980.
Porté par le succès du single Set Me Free (27e), l'album constitue le meilleur succès commercial du groupe.

## Titres
Toutes les chansons sont créditées à Utopia.

### Face 1
1. The Road to Utopia – 4:54
2. You Make Me Crazy – 3:41
3. Second Nature – 2:36
4. Set Me Free – 3:09
5. Caravan – 7:01

### Face 2
1. Last of the New Wave Riders – 4:22
2. Shot in the Dark – 3:41
3. The Very Last Time – 3:52
4. Love Alone – 3:55
5. Rock Love – 5:33

## Musiciens
- Todd Rundgren : chant, guitare
- Roger Powell : claviers, trompette, chant
- Kasim Sulton : basse, chant
- John 'Willie' Wilcox : batterie, percussions, chant